# Jarmila Loukotková
Jarmila Loukotková (* 14. April 1923 in Prag; † 29. Oktober 2007 ebenda) war eine tschechische Prosaistin und Übersetzerin.

## Leben
Loukotková stammte aus der Familie des Amerikanisten, Ethnografen und Linguisten Čestmír Loukotka, der sich vor allem mit dem Leben der Indianer beschäftigte. Sie besuchte zunächst das Gymnasium in Prag (Abitur 1942) und studierte danach an einer Privatschule die Französische Sprache, später Deutsch. 
Nach 1943 nahm sie eine Stelle am Rathaus in Prag an und setzte nach dem Krieg das Studium in den Fächern Ästhetik und Französisch an der Philosophischen Fakultät der Prager Universität fort. 

## Werke
Loukotková schrieb zunächst regelmäßig für verschiedene Zeitschriften und Zeitungen, darunter Svobodné slovo, Práce, Květy, Vlasta. Neben Büchern verfasste sie auch Hörspiele und Drehbücher für das Tschechoslowakische Fernsehen. Bekannt wurde sie jedoch als Autorin historischer Prosa, meist mit antikem Hintergrund. Weitere Bücher beschreiben die psychologischen und seelischen Probleme moderner Frauen (Meduse). Erfolgreich waren auch ihr Kriminalroman Belohnung sowie ihre Mädchen- und Abenteuererzählungen Liane des Todes.

### Übersetzungen
- Werke von François Villon
- Aphorismen von François de La Rochefoucauld (Lhůta prošla)

### Hörspiele
- Fialinka (1948)

### Drehbücher
- Vstup do ráje zakázán (1990)

## Mitgliedschaften
- Obec spisovatelů (Tschechischer Schriftstellerverband)